# Miniman
Il Miniman (designazione militare svedese Pansarskott m/68, abbreviato Pskott m/68) è un cannone senza rinculo, anticarro, 74 mm, non guidato,  a colpo  singolo non ricaricabile e canna liscia, disegnato in Svezia dalla Försvarets Fabriksverk (FFV), diventato operativo nel 1968. Il Miniman veniva fornito con il tubo di lancio precaricato del proiettile HEAT. In apparenza, è simile allo statunitense M72 LAW e al francese SARPAC della stessa epoca.
I bersagli mobili potevano essere attaccati da una distanza di 150 metri, mentre gli obiettivi fissi da 250 metri. Il proiettile del Miniman aveva un rivestimento in rame in grado di penetrare una blindatura standard di 340 mm.
Nel 1986 l'esercito svedese adottò l'FFV AT4, designato "Pansarskott m/86", per sostituire il Miniman.